# The Video Show
The Video Show (conosciuto anche come The Cinema Show: A Video anthology) è una raccolta di videoclip dei Genesis pubblicato nel 2004 e contiene tutti i loro video musicali pubblicati tra il 1976 e il 1999.

## Tracce
1. No Son of Mine (We Can't Dance, Ottobre 1991)
2. I Can't Dance (We Can't Dance, Dicembre 1991)
3. Hold on My Heart (We Can't Dance, Aprile 1992)
4. Jesus He Knows Me (We Can't Dance, Luglio 1992)
5. Tell Me Why (We Can't Dance, Febbraio 1993)
6. Invisible Touch (Invisible Touch, Maggio 1986)
7. Throwing It All Away (Invisible Touch, Agosto 1986)
8. Land of Confusion (Invisible Touch, Novembre 1986)
9. Tonight Tonight Tonight (Invisible Touch, Marzo 1987)
10. Anything She Does (Invisible Touch, Giugno 1986)
11. In Too Deep (Invisible Touch, agosto 1987)
12. That's All (Genesis, ottobre 1983)
13. Mama (Genesis, agosto 1983)
14. Illegal Alien (Genesis, Gennaio 1984)
15. Home by the Sea/Second Home by the Sea (Genesis, ottobre 1983)
16. Paperlate (3X3, maggio 1982)
17. Abacab (Abacab, agosto 1981)
18. Keep It Dark (Abacab, ottobre 1981)
19. No Reply at All (Abacab, Settembre 1981)
20. Man on the Corner (Abacab, marzo 1982)
21. Turn It On Again (Duke, marzo 1980)
22. Duchess (Duke, maggio 1980)
23. Misunderstanding (Duke, settembre 1980)
24. Follow You Follow Me (...And Then There Were Three..., febbraio 1978)
25. Many Too Many (...And Then There Were Three..., giugno 1978)
26. A Trick of the Tail (A Trick of the Tail, febbraio 1976)
27. Ripples (A Trick of the Tail, febbraio 1976)
28. Robbery, Assault and Battery (A Trick of the Tail, febbraio 1976)
29. Congo (Calling All Stations, settembre 1997)
30. Shipwrecked (Calling All Stations, dicembre 1997)
31. Not About Us (Calling All Stations, marzo 1998)
32. The Carpet Crawlers 1999 (The Lamb Lies Down on Broadway, aprile 1975, versione riarrangiata per la raccolta Turn It On Again: The Hits, ottobre 1999)